# Shaped pop-up
 (janvier 2023).
 (janvier 2023).
La shaped pop-up, dans le domaine de la navigation internet et de la publicité interactive, est semblable à une autre fenêtre pop-up par bien des points.
C'est une fenêtre (la plupart du temps) publicitaire, qui apparaît au premier plan au chargement de la page consultée, avec toutes les fonctionnalités requises telles que fermeture, réduction et agrandissement.

## Technologie
On utilise principalement pour les créer des technologies dites « objet » comme Java, Shockwave ou plus généralement Flash.
Dans ce cas, la Shaped pop-up est constituée de deux fichiers flash :
- l'un contenant la fenêtre active et les actions qui sont possibles dessus
- l'autre contenant la fenêtre réduite par l'utilisateur.